# Хесамик-Юрт
Хесамик-Юрт, Хассаме кент, Гассан-Бек-Кент (чечен. Хьесамик-Йурт) — уничтоженный чеченский аул, располагался в исторической области Чечни - Ичкерия. Аул в одно время был перенесён на новое место и назывался Новый Хесамик-Юрт (Керла Хьесамик-Йурт).

## География
Аул Хесамик-Юрт располагался на границе области Ичкерия на границе с чеченской областью Аух. К югу от с. Гиляны.

## История
В описании Буцковского (1812) аул имел 70 дворов.

### Кавказская война
Получив сведения, что еще некоторые замешкавшиеся семейства скрываются в дремучем лесу близ ауховского хутора Элийбаввинчу (Биляр-Гырган), в 8 верстах от стоянки царских, и не желая оставлять их на жертву Шамилю, генерал-от-инфантерии Головин приказал князю Андронникову, с 2-мя батальонни мингрельского, батальоном князя Варшавского полков, грузинскою милициею и сотнею казаков, при 4-х орудиях, рано утром 19-го июня занять ур. Элийбаввинчу (Биляр-Гырган) и прикрыть переселение ауховцев. Между тем, горцы еще ночью окружили переселенцев, но не имея возможности нанести им вреда, оставались в выжидательном положении. Прибытие князя Андронникова заставило партию, сторожившую добычу, поспешно удалиться по направлению к Хесамик-Юрту (Гассанбекент).
Расположение отряда полковника князя Андронникова близь Акташ-Ауха было точно бельмом на глазу у Шамиля. Крайне недовольный переходом к нам большей части ауховцев, он, по обыкновению, обрушился на одного из лучших своих наибов — Ахверды-Магому - укоряя его в неудаче и огромной потере 19-го июня. Взбешенный неблагодарностью и несправедливостью имама, остававшегося безучастным зрителем биляр-гырганского боя, Ахверды-Магома ушел в Чечню с своей партией, а Шамиль сорвал гнев на Аухе, приступив к кровавой расправе: он приказал отрубить головы племяннику Дукай-кадия, одному жителю Ярыксу-Ауха и двум Хесамик-Юртовцам за сочувствие к русским, взял аманатов из сс. Ярыксу-Ауха, Кишень-Ауха, Зандака, Хесамик-Юрта (Гассанбекента) и, приказав сжечь балаганы, в которых помещалось его воинство у последнего аула, удалился в Дарго.
Поход русских войск к аулу и её уничтожение писал офицер А. А. Аноев:

Отряд тронулся из лагерей около 5 часов утра, имея в авангарде стрелковый батальон и полубатарею горной артиллерии. Точно ныряя в волнах океана, то спускаясь в глубокие балки, то взбираясь на вершины лесистых холмов, мы шли форсированным маршем и, пройдя около восьми верст, спустились, наконец, к реке Ярык-су, на противоположной стороне которой находился небольшой чеченский аул Гассан-Бек-Кент.
Это селение приютилось на узкой, покрытой лесом террасе, которая имела справа и слева довольно глубокие и трудно проходимые балки, и с нагорной стороны примыкало к большому чинаровому лесу, тянувшемуся широкой полосой до самых высот правого берега Ярык-су. Прямо от селения к реке шел пологий спуск с редкою зарослью молодого орешника, и только лишь с этой стороны представлял сколько-нибудь возможный подступ к аулу Гассан-Бек.
Вот этот-то аул барон Врангель и решил разорить, чтобы тем заставить жителей этого селения и других, расположенных по правому берегу Ярык-су, выселиться из пределов Ичкерии.
В ту пору Ярык-су, почти везде проходимая в брод, — вследствие выпавшего перед тем большого дождя и таяния снегов в горах, — имела очень высокую воду, и с такою стремительностью катила свои мутные волны, что перейти ее вброд можно было не иначе, как сплошною массою людей. Не считая это большим препятствием для переправы, барон Врангель приказал пустить через реку сначала кавалерию, и когда оказалось, что вода в самом глубоком месте достигала лишь только до груди лошади, — сделал распоряжение переправляться немедленно тут и всему отряду.
В один миг горная артиллерия положила орудия на вьюки, связала по три лошади в ряд и спустилась в воду, а вслед за нею двинулась и пехота.
Не снимая обуви и ухватившись руками друг с другом, солдаты длинными шеренгами начали переходить реку. Хотя сильный напор воды и при таком способе довольно много сдвигал людей с первоначально взятого ими направления, однако весь отряд благополучно переправился на другую сторону и только лишь потерял несколько ружей упущенных солдатами в воду, да один артиллерийский ящик со снарядами, как-то сорвавшийся с вьючного седла, — что, вместе с ружьями, так и осталось достоянием Ярык-су. Но это, впрочем, были не важные трофеи этой, бушевавшей в то время, реки.
Перейдя на правый берег Ярык-су отряд, не теряя времени для переобувания, — хотя у всех сапоги были полны водою, — быстро повел наступление на аул, выставив в тоже время три роты нашего батальона со взводом артиллерии на позицию за левою балкою. Тут колонна расположилась, рассыпав по окраине балки густую цепь, в середине которой стали орудия горной батареи.
Внезапное появление нашего отряда у аула Гассан-Бек привело горцев в такое смятение, что они не успели даже вывести из селения всех семейств, но угнали, однако весь свой скот и, после незначительной перестрелки, стали быстро отступать к лесу. Преследуя горцев, наша главная колонна втянулась за ними также в лес, а тем временем аул, подожженный солдатами, уже начал пылать во многих местах.
С добрый час нам пришлось пролежать, наблюдая со своей позиции, как погибал аул Гассан-Бек. Наконец по звуку выстрелов, которые стали раздаваться все ближе и ближе, можно было определить, что началось отступление нашей колонны из лесу. Действительно, в ауле вскоре показались солдаты, главное отбитый у неприятеля скот, а затем и отступавшие роты, ведя живую перестрелку с горцами, которые теперь сами перешли в преследование русских.
Много лет прошло с того времени, а мне и теперь с полною ясностью представляется картина того страшного погрома, который происходил тогда перед моими глазами.
Там, в отдалении гремели выстрелы, гулко раздававшиеся по лесу; здесь из селения неслись отчаянные вопли женщин и детей охваченных паническим страхом, под влиянием которого они метались по аулу, отыскивая безопасное место, где можно было бы укрыться от пуль и огня; треск горевших сакель, с грохотом валившихся одна за другою; неистовый лай собак, переходивший в дикие завывания и, в довершение к этому, самый необузданный грабеж нашими милиционерами последнего достояния бедных жителей этого аула.
Я видел как эти мародеры, шныряя в дыму по саклям, тащили оттуда кто каймак, кто кубышку с медом, ловили кур и тут же, свернув им головы, обвешивали себя этими трофеями; видел, как те же милиционеры стаскивали с обезумевших женщин чадры, срывали с них ожерелья украшенные серебряными монетами и, забрав все это, бежали дальше искать другой добычи.
Захватив в плен несколько чеченских семейств и около полусотни голов рогатого скота, главная колонна стала спускаться к реке. Чеченцы, продолжая преследовать русских, ринулись к аулу, но едва толпы их замелькали между горевшими саклями, как наши роты, расположенные по гребню горы за левым оврагом, пустили в аул такой град пуль и картечи, что чеченцы в один миг рассыпались, оставив на месте несколько человек убитыми и ранеными.
Впрочем действие нашей горной батареи было до того ничтожно, что она придавала только лишь некоторый эффект общему огню, но едва ли нанесла много вреда чеченцам, так как ее снаряды даже не все долетали до аула, хотя расстояние до него не превышало и 500 шагов. Конечно, будь при нас лучшая артиллерия — поражение горцев было бы еще более ужасно.
Под прикрытием наших трех рот главная колонна и артиллерия довольно скоро переправилась обратно через реку, а за ними, под прикрытием батальона стрелков, перебралась на другую сторону и наша колонна. Здесь, на некоторое время, отряд был приостановлен, чтобы привести все части в надлежащий порядок и вместе с тем дать время пленным переправиться через Ярык-су, которая по глубине и быстроте своего течения представляла для чеченских семейств много затруднений, и в особенности для их тяжело нагруженных арб.
Последними переправились драгуны и, не останавливаясь, пошли мимо нас вперед. Эти молодцы, как мы заметили, успели тоже запастись кое-чем в ауле, а один из них даже вез лет двух девочку, укутанную в какие то лохмотья, примостив ее на передней луке своего седла.
Это заинтересовало многих офицеров, и кто-то спросил у драгуна — куда он везет эту малютку.
— Да вот, ваше благородие, — сказал драгун, приостановив коня, — эту девчурку мы нашли в сакле. Мать, должно быть ее, лежала убитая у порога в саклю, а возле нее сидела вот эта девочка. Жалко было оставить малютку, — ведь может помереть с голоду без матери, подумал я, — и взял ее себе. Детьми Господь Бог не благословил нас с моею старухою, так вот хочу воспитать сиротку, — добавил добряк солдат, и, усадив свою маленькую пленницу поудобнее в седле, поехал догонять свой эскадрон.